# Rye (pueblo)
Rye es un pueblo ubicado en el condado de Westchester en el estado estadounidense de Nueva York. En el año 2000 tenía una población de 43,880 habitantes y una densidad poblacional de 2,430.7 personas por km².

## Geografía
Rye se encuentra ubicado en las coordenadas 41°01′04″N 73°40′30″O / 41.01778, -73.67500. Según la Oficina del Censo, la ciudad tiene un área total de 19,2 km² (7,4 mi²), de la cual 18,1 km² (7 mi²) es tierra y 1,2 km² (0,5 mi²) (6.33%) es agua.

## Demografía
Según la Oficina del Censo en 2000 los ingresos medios por hogar en la localidad eran de $56,675, y los ingresos medios por familia eran $65,342. Los hombres tenían unos ingresos medios de $42,868 frente a los $36,875 para las mujeres. La renta per cápita para la localidad era de $28,948. Alrededor del 9.8% de la población estaban por debajo del umbral de pobreza.